# Nulová operace
Nulová operace (zkracováno NOP nebo NOOP z anglického no operation, doslova žádná operace) je v oboru počítačů zvláštní příkaz, který je na rozdíl od jiných běžných příkazů sám o sobě jalový, tedy nevykonává žádnou konkrétní činnost. Používán je jak v protokolech, tak v programovacích jazycích. Zvláště významné je jeho použití v jazyce symbolických adres.

## V jazyce symbolických adres a strojovém kódu

### Způsob realizace
V jazyce symbolických adres má nulová operace obvykle název NOP. K výjimkám patří jazyk MMIX vyvinutý Donaldem Knuthem pro hypotetický RISCový počítač.
Na různých platformách s různými instrukčními sadami je instrukce NOP překládána na instrukce s různými opkódy. Cílem je vždy taková instrukce strojového kódu, která nemění na stavu procesoru nic jiného než instrukční čítač. Některé procesory mají pro tento účel i zvláštní instrukci (například Motorola 6809), ale obvyklejší bývá překlad na běžnou instrukci aritmetické nebo logické operace, kopírování nebo skok doplněnou takovými operandy, aby instrukce neměla žádný efekt. Například na procesorech z rodiny x86 se standardně NOP překládá na 0x90, což znamená xchg (e)ax, (e)ax, tedy instrukci na prohození hodnot, která dostane v obou parametrech stejný registr. Na procesorech z rodiny SPARC se používá instrukce 0x01000000, která znamená sethi 0, %g0, tedy nastavuje na nulu registr %g0, který je ovšem nulový vždy.

### Smysl užití
Motivací pro použití nulové operace může být více, například:
- zajistit efektivní zarovnání paměti
- předejít určitým problémům při překrývaném zpracování instrukcí
- hrubě vyladit časové zpracování (například při hledání chyby souběhu během  ladění)

Zvláštní kapitolou je používání NOPů pro dodatečné změny strojového kódu. To může mít jak tu podobu, že si programátor předem připraví místo, kam může později snadno včlenit instrukci skoku na dodatečně přidaný kód, nebo naopak situaci, kdy je nějaký skok či celý dlouhý kód přepsán NOPy, čímž je vyřazena některá z funkcí programu. Tento způsob používání NOPů je zvláště častý při crackování softwaru, tedy při odstraňování ochranných částí kódů ověřujících, zda je uživatel z hlediska tvůrce programu k použití programu oprávněn.